# Chotěbudice
Chotěbudice är en ort i Tjeckien.   Den ligger i regionen Vysočina, i den centrala delen av landet, 140 km sydost om huvudstaden Prag. Chotěbudice ligger 482 meter över havet och antalet invånare är 107.
Terrängen runt Chotěbudice är platt.Runt Chotěbudice är det ganska glesbefolkat, med 25 invånare per kvadratkilometer. Närmaste större samhälle är Moravské Budějovice, 17,1 km öster om Chotěbudice. Trakten runt Chotěbudice består till största delen av jordbruksmark.